# 대체주의

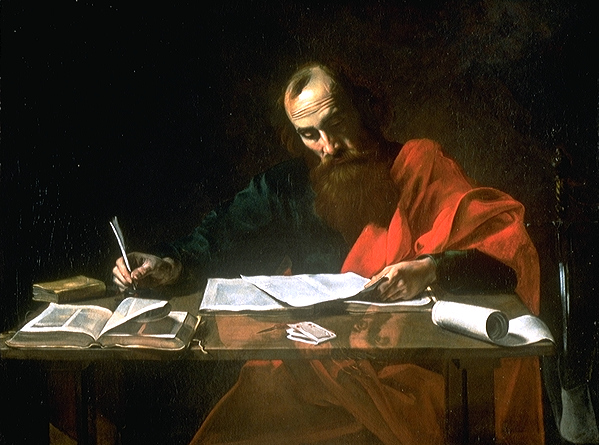
유대주의 율법이 더 이상 효력이 없다고 선언한 사도 바울, 텍사스 휴스톤, 브래퍼 재단 전시품

대체주의(Supersessionism) 혹은 대체신학이란 유대인이나 유대주의를 대체한 현재의 교회의 상태를 말한다. 교회는 하나님의 백성인 이스라엘을 대체하였고, 모세의 언약은 새 언약으로 대체되었다고 말한다. 세대주의자들은 주로 이스라엘이 교회로 모세의 언약이 새 언약으로 이해하는 것을 반대한다.

## 같이 보기
- 두 개의 계약 신학